# Колекція Боргезе

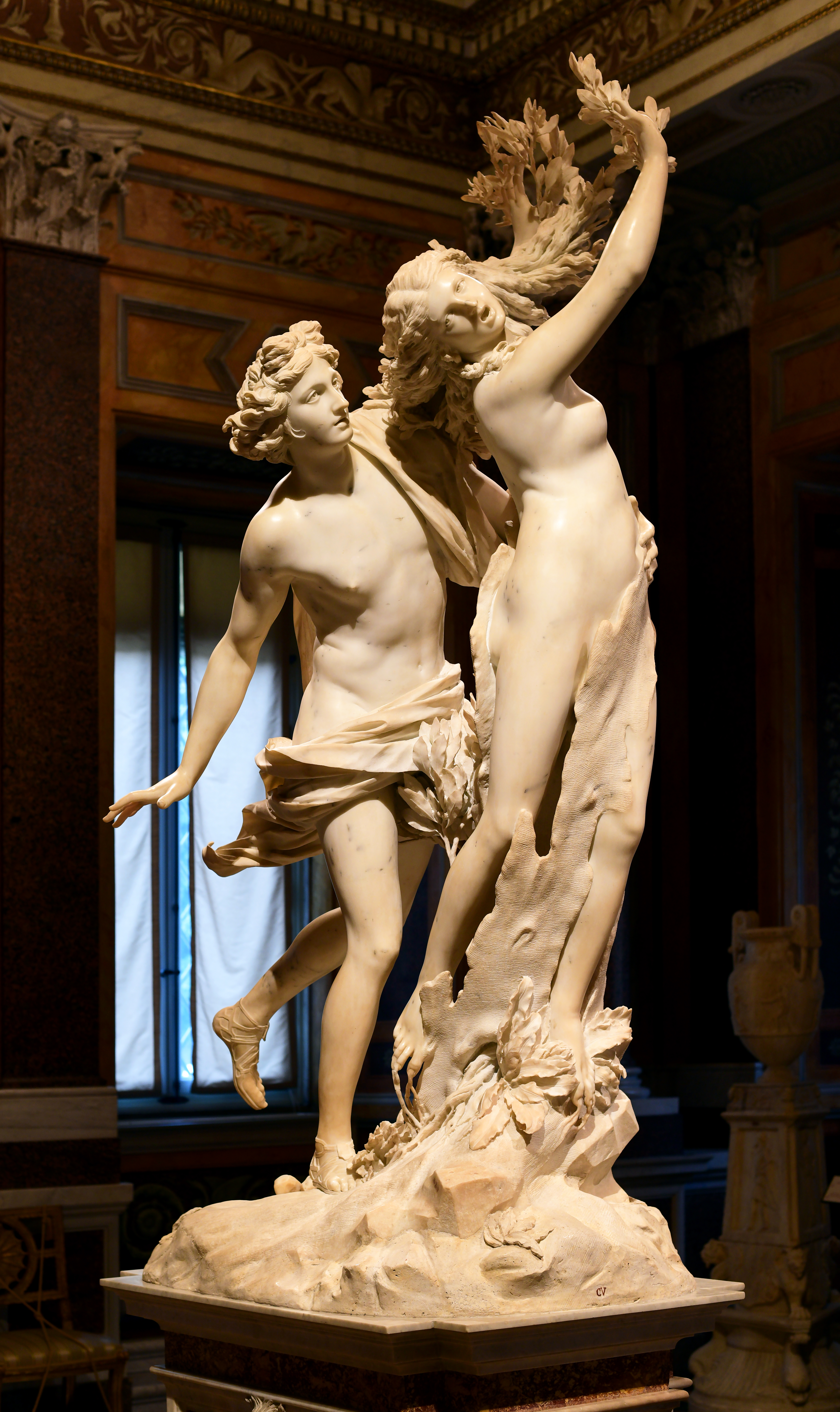
Аполлон і Дафна Берніні в Галереї Боргезе

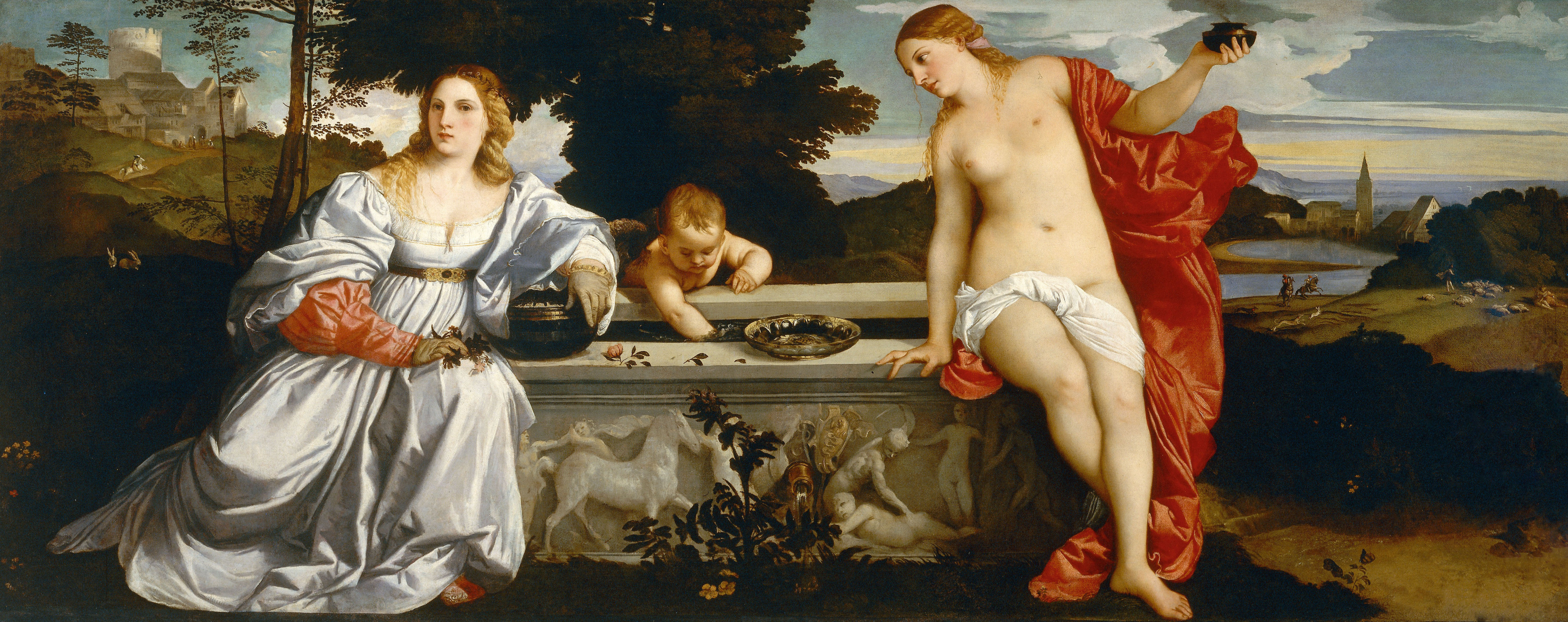
Небесна і земна любов Тиціана

Колекція Боргезе — колекція римських скульптур, старих майстрів і сучасного мистецтва, зібрана римською родиною Боргезе, особливо кардиналом Сципіоне Боргезе, починаючи з XVII століття. Її основою є колекції творів Караваджо, Рафаеля і Тиціана, а також давньоримське мистецтво. Кардинал Сципіоне Боргезе також багато купував у провідних художників і скульпторів свого часу, і замовлення Сципіоне Боргезе включають два портретні бюсти Лоренцо Берніні. Більша частина колекції залишається єдиною та виставлена в Галереї Боргезе, хоча значна частина класичної скульптури була перенесена за наказом Наполеона до Лувру в 1807 році.

## Сципіоне Боргезе
Кардинал Сципіоне Боргезе, відомий колекціонер мистецтва, був ініціатором колекції та зібрав більшу частину колекції. Його збірку поетично описав ще в 1613 році Сципіоне Франкуччі. У 1607 році папа Павло V подарував свойому племіннику Сципіоне Боргезе 107 картин, які були конфісковані в майстерні художника Кавальє д'Арпіно. У наступному році Покладення в труну Рафаеля був силою вилучений з каплиці Бальйоні в церкві Сан-Франческо в Перуджі, перевезений до Риму і переданий кардиналу Сципіоне через папський указ motu proprio.

## Пізніші доповнення
У 1682 році до колекції Боргезе увійшла частина спадщини Олімпії Альдобрандіні; до неї увійшли твори зі збірок кардинала Сальвіаті та Лукреції д'Есте.

## Розміщення колекції

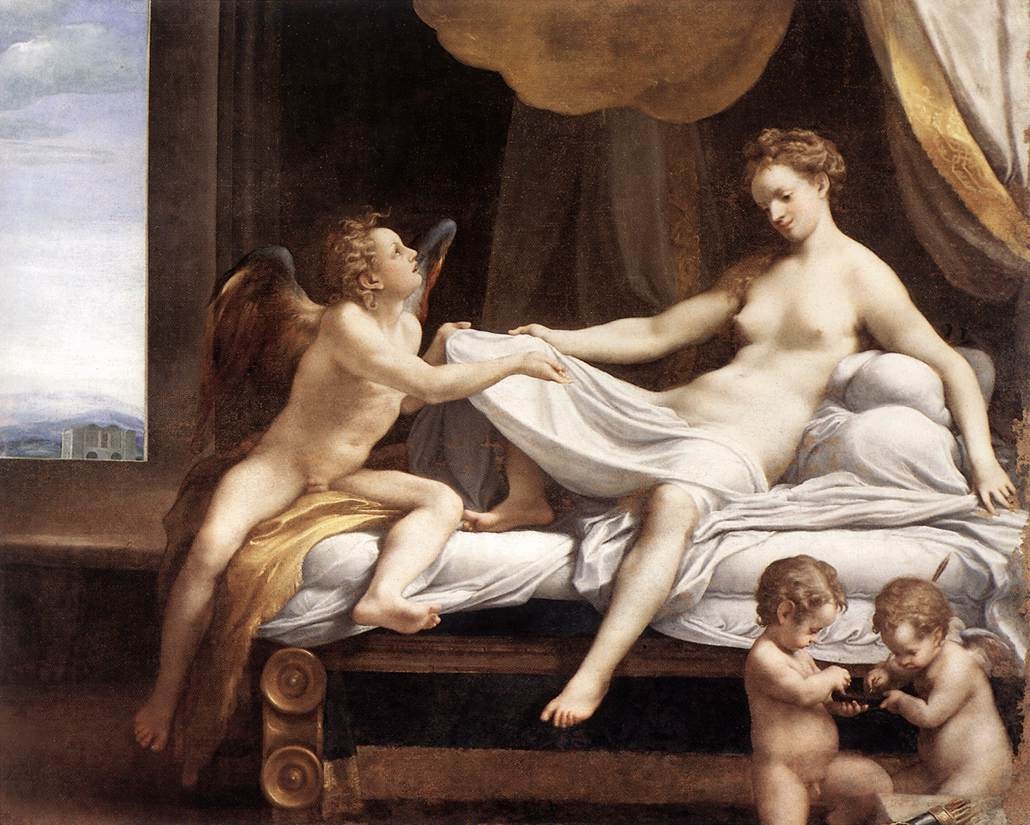
Даная авторства Корреджо

Сципіон перетворив великий маєток і виноградник на пагорбі Пінціан у Римі на величезний сад і комплекс палаців, Віллу-Боргезе, для розміщення своєї колекції. Для цього він також використовував Віллу-Мондрагоне. У 1775 році, вшановуючи своїх предків з родини Боргезе, принц Маркантоніо IV Боргезе та архітектор Антоніо Аспруччі розпочали реконструкцію Вілли-Боргезе, яка завжди була напівпублічним музеєм з XVII століття. Поєднавши скульптури з колекції Боргезе та існуючі величезні барокові декори стелі, вони створили вражаючий пам’ятник родині Боргезе (Paul, 2000).

## Галерея Боргезе
На Віллі-Боргезе все ще зберігається і експонується велика частина колекції, під назвою Galleria Borghese. Багато скульптур там виставлені в місцях, для яких вони були призначені, включно з ранніми роботами Лоренцо Берніні.

### Картини Караваджо
- Хлопчик з кошиком фруктів
- Св. Єронім
- Хворий Бахус
- Іоан Хреститель (Іоан у пустелі)
- Мадонна Палафреньєрі
- Давид з головою Голіафа
- Портрет папи Павла V

### Інші відомі картини
- Любов небесна і любов земна Тиціана
- Покладання до гробу Рафаеля
- Даная Корреджо
- Портрет чоловіка Антонелло да Мессіни
- Діана Доменічіно
- Венера і Амур Кранаха
- Цирцея Доссо Доссі
- Зняття з хреста Рубенса
- Тобіас і ангел Савольдо
- Мадонна з немовлям і святими Лоренцо Лотто
- Таємна вечеря Якопо Бассано
- Різні твори Федеріко Бароччі
- Леда і Лебідь послідовників Леонардо да Вінчі

### Колекція Берніні
Невелика колекція творів Берніні (першим покровителем якого був Сципіон) становить значну частину світської скульптури його життя; у цій збірці можна побачити твори Берніні від ранніх, з явними ознаками таланту робіт, таких як Коза Амальтея з немовлям Юпітером і Фавном (1615)  до робіт з його найвищого піку майстерності, як Аполлон і Дафна (1622–25)  і Давид (1623),  які вважаються основоположними творами барокової скульптури. Крім того, галерея містить три бюсти, два папи Павла V (1618–20) і один чудово контроверсійний і приголомшливо новаторський портрет його покровителя Боргезе (1632) Нарешті, у колекції є деякі ранні, дещо маньєристські, але майстерні твори Берніні,  як Еней, Анхіз і Асканій (1618–19)  і «Гвалтування Прозерпіни», у яких проглядається наслідування Джамболоньї (1621–22),  а також особиста алегорія Істини, відкритої часом (1646–52). 

## У Луврі

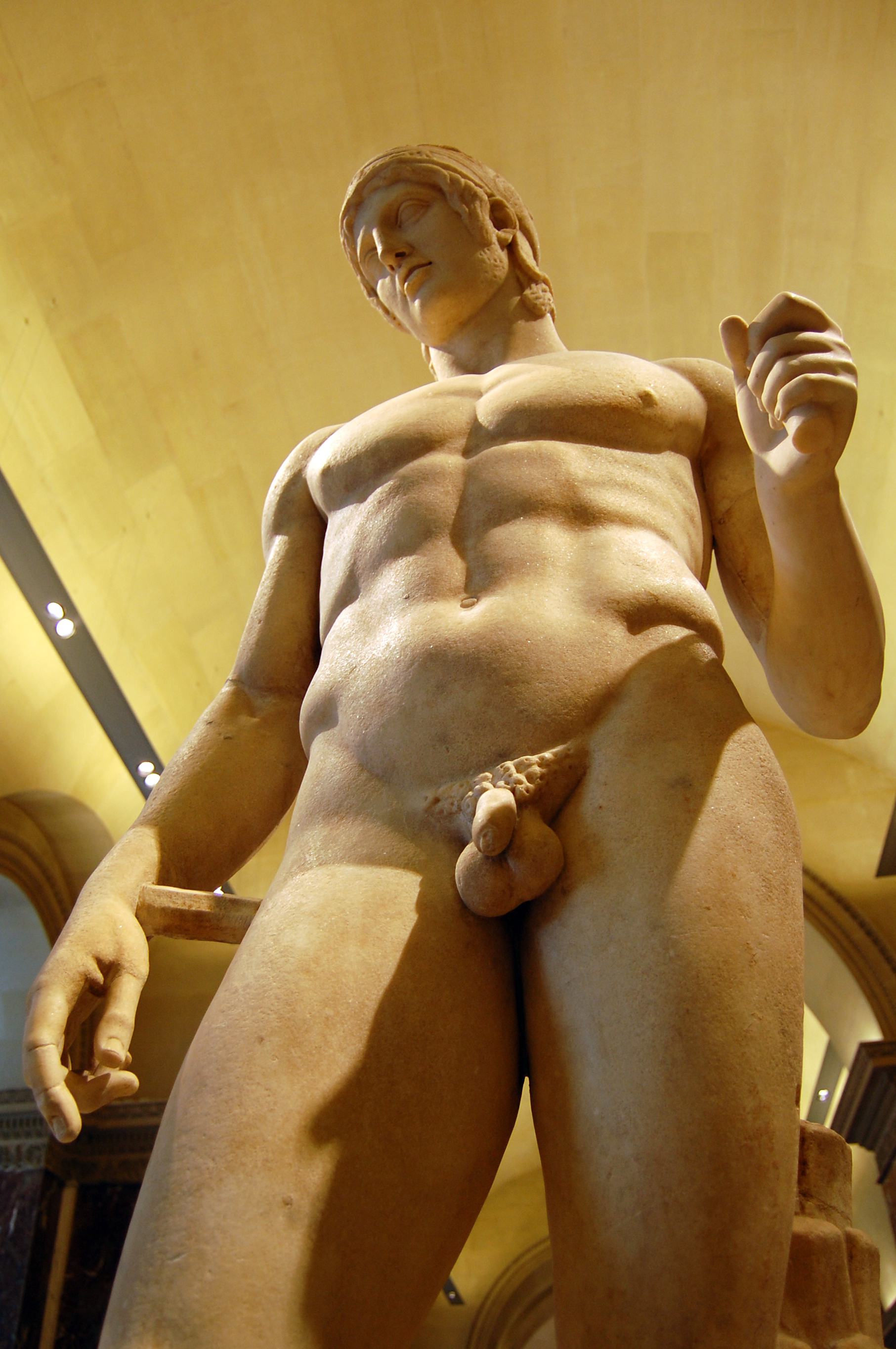
Арес Боргезе в Луврі

У 1807 році, через фінансові труднощі та тиск з боку свого нового зятя Наполеона Бонапарта, Камілло Філіппо Людовіко Боргезе продав 344 предмети старовини (154 статуї, 160 бюстів, 170 барельєфів, 30 колон і різноманітні вази), з колекції французькій державі за ціною, нижчою за ринкову. Ці твори, які зараз знаходяться в музеї Лувр, включають:
- скульптури, нещодавно розкопані в Габіях
- Антіной Мондрагон
- Венера Боргезе
- Гладіатор Боргезе
- Гермафродит Боргезе
- Ваза Боргезе

Він замінив їх на віллі іншими частинами з розкопок на території Боргезе (наприклад, мозаїкою «Гладіатор», знайденою в 1834 році) і картинами зі сховищ і підвалів його резиденції, так що вже в 1830-х роках ці прогалини, здається, були заповнені, тож незважаючи на втрати, колекція все ще вважалася однією з найкращих у світі. Камілло навіть купив знамениту «Данаю» Корреджо в Парижі в 1827 році.